# Marta Bunge
Marta Cavallo Bunge (1938 – 25 de outubro de 2022) foi uma matemática argentino-canadense, especializada em teoria das categorias, conhecida por seu trabalho em cálculo variacional sintético e topologia diferencial sintética. É professora emérita da Universidade McGill.

## Formação e carreira
Bunge foi aluna de um colégio de professores em Buenos Aires, filha de Ricardo e María-Teresa Cavallo. Conheceu o filósofo argentino Mario Bunge enquanto participava de um de seus cursos, e eles passaram a viver juntos no final de 1958 (como seu segundo casamento).
Bunge obteve um Ph.D. na Universidade da Pensilvânia em 1966. Sua tese, Categories of Set Valued Functors, foi orientada conjuntamente por Peter John Freyd e William Lawvere. Quando lhe foi oferecida uma posição de pesquisa de pós-doutorado na McGill em 1966, seu marido a seguiu até lá, e eles permaneceram no Canadá depois. Tornou-se professora assistente na McGill em 1969, foi promovida a professora titular em 1985 e aposentou-se como professora emérita em 2003.

## Livros
Com seu aluno de doutorado Jonathon Funk é co-autora de Singular Coverings of Toposes (Lecture Notes in Mathematics 1890, Springer, 2006). Com Felipe Gago e Ana María San Luis, é coautora de Synthetic Differential Topology (London Mathematical Society Lecture Note Series 448, Cambridge University Press, 2018).

## Vida pessoal
Marta foi casada com Mario Bunge, um físico e filósofo da ciência conhecido mundialmente. Eles tiveram dois filhos, Eric, um arquiteto que atua em Nova York, e Silvia, uma neurocientista cognitiva na UC Berkeley. Além de dedicar sua vida à matemática, era apaixonada por música clássica, literatura, cinema, história, assuntos mundiais e viagens.